# Neoathyreus flavithorax
Neoathyreus flavithorax là một loài bọ cánh cứng trong họ Geotrupidae. Loài này được Arribalzaga miêu tả khoa học năm 1880.